# Дашбалбар
Дашбалбар — сомон аймаку Дорнод, Монголія. Територія 8,5 тис. км², населення 3,5 тис. Центр — селище Дашбалбар, розташоване на відстані 170 км від Чойбалсану та 700 км від Улан-Батора.

## Рельєф
Рельєф в основному низинний, степи та сопки

## Клімат
Різкоконтинентальний клімат. Середня температура січня −22°С, липня +21°С. Протягом року в середньому випадає 270 мм опадів.

## Тваринний та рослинний світ
Водяться дикі кішки, джейрани, козулі, корсаки, вовки.

## Економіка
Зерноводство, кормові культури. Запаси золота, свинцю, вольфраму, олова, міді, урану.

## Соціальна сфера
Школа, лікарня, культурний та торговельно-обслуговуючий центри.